# Полето
 Тази статия е за селото в България.  За селото в Северна Македония вижте Полето (община Царево село).  
Полѐто е село в Югозападна България, община Симитли, област Благоевград. В селото има детска градина, църкви „Покров Богородичен“ в махалата Нивото и „Св. св. Кирил и Методий“ в центъра, пункт за скрап, фуражен цех, магазини и кафенета.

## Население

### Етнически състав
Преброяване на населението през 2011 г.
Численост и дял на етническите групи според преброяването на населението през 2011 г.:
|                     | Численост |
| Общо                | 677       |
| Българи             | 638       |
| Турци               | -         |
| Цигани              | -         |
| Други               | 10        |
| Не се самоопределят | -         |
| Неотговорили        | 27        |

## География
Село Полето се намира в подножието на Пирин. Селото има 5 махали. 
Покрай гробищата на село Полето и към пътя за квартал Гълабарци се намира стара могила.

## История
До декември 1955 година, когато Полето е признато за село, то е част от Брежани. През 1985 година има 799 жители.

## Икономика
Село Полето има сравнително добре развита икономика. В него се намира база от вериги пунктове за скрап – ЕТ Инвикто Христо Миленков, фуражен цех, кафе – Македония, магазин Лазарови, овцевъдно стопанство и козевъдно стопанство.

## Личности
- Методи Стойнев (р. 1973), българси футболист
- Борис Николов, български футболен треньор
- Лъчезар Лазаров, DJ lucky, член на асоциацията на българските диджей